# Walter Möhring (Zeichenlehrer)

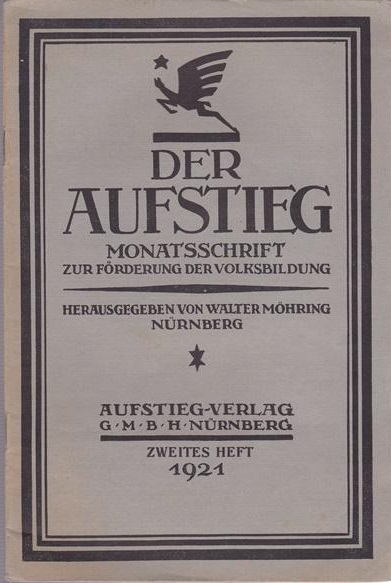
Der Aufstieg

Walter Möhring († 1. Juli 1933 in Nürnberg) war ein deutscher Zeichenlehrer und ein Pionier der Erwachsenenbildung.

## Leben
Walter Möhring war von 1910 bis 1917 an der Kunstgewerbeschule in Nürnberg tätig. Später war er Inspektor des Zeichenunterrichts an den Nürnberger Volksschulen und Direktor am „Offenen Zeichensaal“, einem Projekt zur Erwachsenenbildung, welches er mit seinem Antrag an die damalige Nürnberger Stadtregierung vom 16. Juni 1910 initiierte. Eben dieser offene Zeichensaal gilt auch als Start der Rudolf-Diesel-Fachschule in Nürnberg. Die TH Nürnberg nimmt ebenfalls geschichtlichen Bezug auf den von Möhring initiierten offenen Zeichensaal. Dieser soll demnach der Vorläufer der Ausbildungsrichtung Gestaltung sein. Möhring war Herausgeber der Zeitschrift Der Aufstieg (Monatsschrift zur Förderung der Volksbildung).
Er war ebenfalls Mitglied der Redaktion der Entomologischen Blätter (vermutlich 1911 bis 1917). Es war eine internationale Monatschrift für die Biologie der Käfer Europas mit besonderer Berücksichtigung der Forstentomologie. Möhring war auch Vorsitzender des Entomologischen Vereins in Schwabach bei Nürnberg und leitete im Jahr 1906 die Entomologische Ausstellung in Schwabach.
Möhring war Mitarbeiter und Freund von Hermann Luppe. Am Tag seiner Suspendierung, dem 1. Juli 1933, setzte er seinem Leben ein Ende. Walter Möhring lebte bis 1908 in Schwabach, später wohnte er in Nürnberg im Wohnhaus Rennweg 72.

## Werke
- (Hrsg.): Das Gedächtnis- und Naturzeichnen in der Volksschule. Ein Buch für die Hand des Lehrers mit Winken für die Praxis und vielen Zeichnungen von W. Möhring, Zeichninspektor in Nürnberg. W. Tümmels Buch- und Kunstdruckerei, 1913.
- (Hrsg.): Die kleine Holzschnitt-Passion. Dürer, Albrecht. Titel und Texte, 37 Bl., Neudruck der graphischen Werkstätten der Berufs-Fortbildungsschule und der Volksbildungskurse mit Offenem Zeichensaal der Stadt Nürnberg, 250 Exemplare, 1927.
- Aus der Geschichte der Städtischen Volksbildungskurse mit offenem Zeichen- und Arbeitssaal Nürnberg. In: Der Aufstieg, 10, 1921, S. 291–293.